# Георг Волфганг фон Шварценберг
Георг Волфганг фон Шварценберг (на немски: Georg Wolfgang von Schwarzenberg; * 1549; † 10 март 1633) е фрайхер, благородник от род Шварценберг от линията от Фризия в Нидерландия.

## Произход
Той е третият син на фрайхер Йохан Онуфриус фон Шварценберг (* 1513; † 27 март 1584, Фризия) и съпругата му Мария фон Грумбах († 14 август 1564, Франекер), дъщеря на Фредерик ван Громбах, Дрост ван Харлинген († 1541) и Лутс Хеселс ван Мартен († 1561). Внук е на Волфганг фон Шварценберг († 1543) и Осана фон Гутенберг († 1541). Правнук е на фрайхер Михаел II фон Шварценберг († 1489) и графиня Агнес фон Кастел (1466 – 1504), дъщеря на граф Фридрих IV фон Кастел († 1498) и Елизабет фон Райтценщайн († 1498/1502). Братята му са неженените Вилхелм Балтазар фон Шварценберг (1546 – 1579) и Фридрих фон Шварценберг (1548 – 1560), домхер във Вюрцбург и Бамберг.
Георг Волфганг умира на 84 години на 10 март 1633 г. Синът му Фридрих фон Шварценберг (1582 – 1640) е издигнат на граф фон Шварценберг на 6 юни 1636 г.

## Фамилия
Първи брак: през 1579 г. със Сжоук фон Мекема († 12 ноември 1587) от Нидерландия, дъщеря на Файе ван Мекема и Ебел Уния. Те имат три деца:
- Вилхелм Балтазар фон Шварценберг (* 1580; † 23 август 1639, Фишхаузен), фрайхер, женен I. за Йохана ван Вадворден († 29 април 1634), II. за Хедвиг Елизабет Хауто ван Хаутенберг († 2 ноември 1657)
- Фридрих фон Шварценберг (* 1582; † 27 ноември 1640), граф фон Шварценберг на 6 юни 1636 г., женен I. за Сибила фон Плетенберг (* 1603; † 22 септември 1621), II. 1576 г. за София Елизабет фон дер Шуленбург († 28 септември 1646, Аурих), вдовица на фрайхер Еренфрид фон Бурххайм, дъщеря на граф Вернер XVIII фон дер Шуленбург (1547 – 1608) и Армгард фон Алвенслебен († 1631)
- Елизабет фон Шварценберг (* сл. 1582; † сл. 1598), омъжена на 12 май 1598 г. за Боло ван Риперда († 1638)

Втори брак: през 1579 г. или на 30 януари 1596 г. с Доед Холдинга (* 1569; † 31 декември 1646) от Нидерландия, вдовица на Кемпо ван Харинксма, дъщеря на Вилко Ботес ван Холдинга († 1595) и Харинг Журиен ван Роорда († 1574). Те имат седем деца:
- Сузана фон Шварценберг (* ок. 1594; † 24 юли 1624), омъжена на 2 септември 1620 г. за Идцерт/ Едцард ван Бурмания (* 17 септември 1594; † 5 октомври 1632)
- Вилхелм (Вилко) фон Шварценберг (* 1 декември 1598; † 1668), барон, женен декември 1636 г. за Жанете Тжаерда ван Щаркенборгх (* 1611/1612; † сл. 1636)
- Йохан Онуфриус фон Шварценберг (* 1 януари 1600; † 2 февруари 1653), женен 1636 г. във Фишхаузен за Анна ван Боселагер (* ок. 1611; † 25 април 1656, Холдингастате)
- Георг фон Шварценберг (* сл. 1 януари 1600; † ок. 1601)
- Мария фон Шварценберг (* сл. 1601; † 29 октомври 1646), омъжена за Албрехт ван Еминга
- Георг Фридрих фон Шварценберг (* 30 ноември 1607; † 25 януари 1670), барон, женен за Гаетс Тжарда ван Старкенборгх
- Хариния фон Шварценберг (* сл. 40 ноември 1607; † сл. 1616)